# Benguela (municipio)
Benguela è una municipalità dell'Angola appartenente alla Provincia di Benguela. Ha 512.886 abitanti (stima del 2006) ed una superficie di 2.100 km².
Il principale comune è l'omonimo Benguela.